# 半島電視台記者被埃及拘留事件

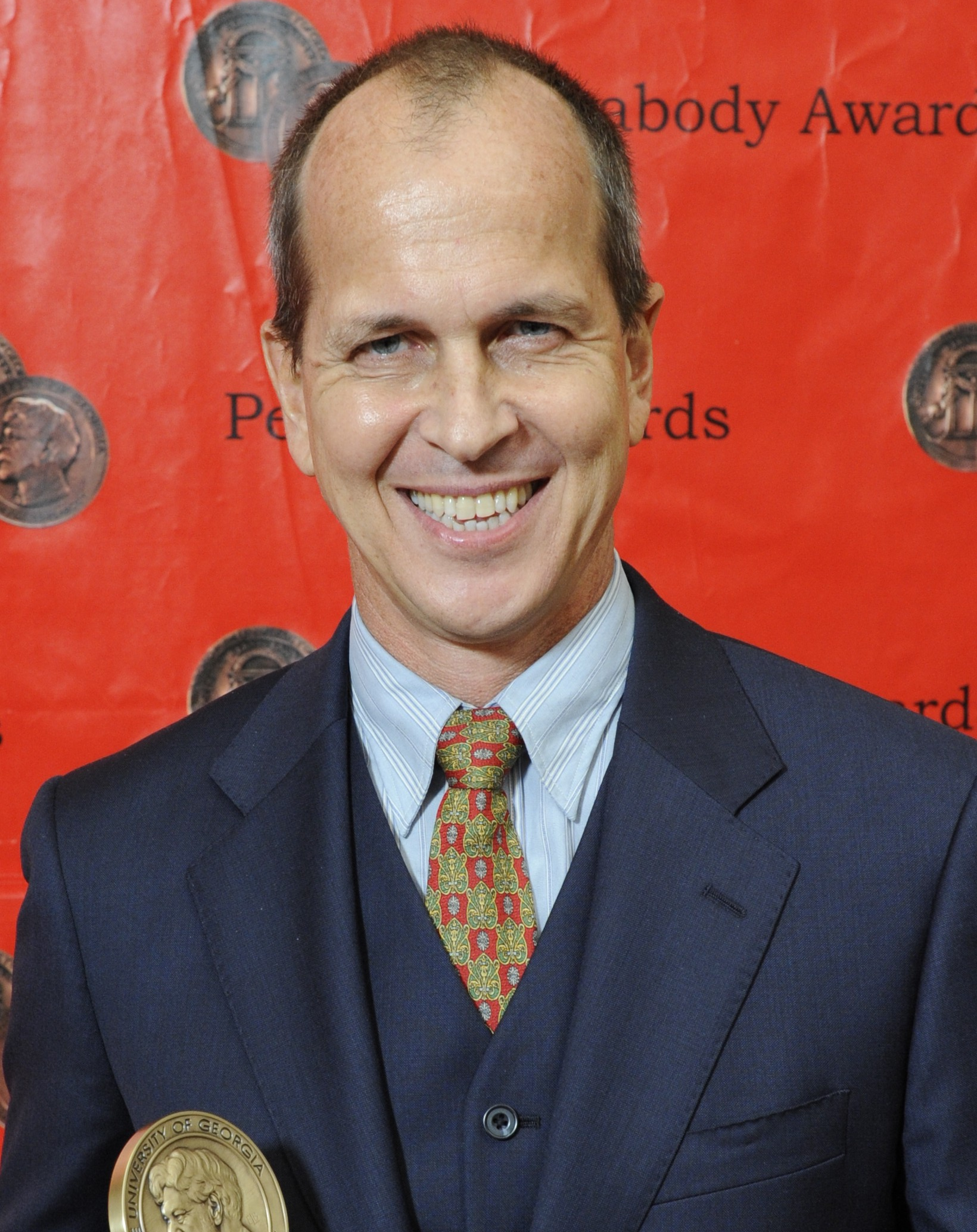
彼得·格瑞斯特(Peter Greste)

半島電視台記者被埃及拘留事件，是指2013至2015年間，三名為總部在卡塔尔的半島電視台英語頻道工作的記者，被埃及內政部實施拘留的事件。三名記者分別是加拿大籍埃及人莫哈米德·法赫米、埃及人巴赫尔·莫哈米德（Baher Mohammed），與澳大利亚人彼得·格瑞斯特；當中，法米另兼半島電視台駐開羅的代理主管，而莫哈米德同時也是新聞製作人。

## 經過

### 2013年：被捕與拘留
2013年12月29日，三名記者與另一名攝影師在開羅萬豪飯店被警方逮捕。隨後，埃及內政部出面證實了此項消息，並指控他們非法進行廣播，並與穆斯林兄弟會成員見面，而埃及政府在逮捕此三人的約一週前，才剛宣佈穆兄會為恐怖組織。

### 2014年：一審
2014年6月23日，開羅刑事法庭不理會人權團體與國際社會的嚴厲批評，以「傳播虛假新聞」，與「支持恐怖組織」的罪名，一審宣判三名記者7至10年的有期徒刑；而攝影師在宣判前，即因健康欠佳為理由被釋放。

### 2015年：再審、保釋、特赦
2015年1月，埃及上訴法院則以證據不足為由，推翻了一審判決；2月，葛瑞斯特獲得釋放，被埃及政府遞解至原屬國澳大利亞，另兩名記者則獲得保釋，三人均需候審。同年8月，再審結果改判為3年徒刑。巴赫尔·穆罕默德另因「非法藏有武器罪」被加判6个月刑期。
2015年9月23日，埃及總統塞西宣佈特赦被判囚的穆罕默德·法赫米和巴赫尔·穆罕默德。